# Rodrygo
Rodrygo Silva de Goes (phát âm tiếng Bồ Đào Nha: [ʁoˈdrigu ˈsiwvɐ dɐ ˈgɔ.ɐs]; sinh ngày 9 tháng 01 năm 2001), thường được biết đến với tên gọi Rodrygo, là một cầu thủ bóng đá chuyên nghiệp người Brazil hiện đang thi đấu cho câu lạc bộ Premier League Manchester City và đội tuyển bóng đá quốc gia Brazil ở vị trí tiền đạo cánh.
Anh từng có tên trong Bảng xếp hạng "Cầu thủ trẻ xuất sắc nhất" (NxGn) hai năm liên tiếp: 2019 (xếp thứ 5) và 2020 (xếp thứ nhất).

## Sự nghiệp cấp câu lạc bộ

### Santos

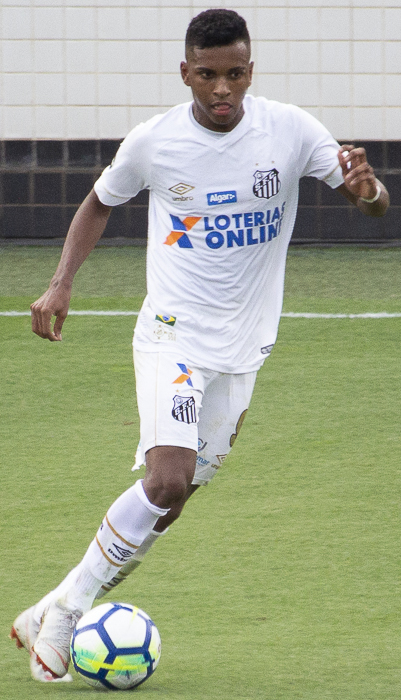
Rodrygo đá cho Santos

Sinh ra ở Osasco, São Paulo, Rodrygo tham gia lớp đào tạo trẻ của Santos vào năm 2011 khi mới 10 tuổi, ban đầu anh được giao cho đội bóng futsal. Tháng 3 năm 2017, với sự thay đổi đội hình của đội một ở Peru cho trận đấu Copa Libertadores với Sporting Cristal, anh đã được HLV Dorival Júnior gọi lên đội một để hoàn thành khóa huấn luyện.
Ngày 21 tháng 7 năm 2017, Rodrygo đã ký hợp đồng chuyên nghiệp đầu tiên, sau khi đồng ý với hợp đồng 5 năm với Santos. Ngày 01 tháng 11, anh được HLV tạm quyền Elano đưa lên đội hình chính.
Rodrygo đã ra mắt đội một lần đầu - ở giải Série A vào ngày 04 tháng 11 năm 2017, vào sân thay cho Bruno Henrique trong những phút cuối trận thắng 3-1 trên sân nhà trước Atlético Mineiro. Ngày 25 tháng 01 sau đó, anh đã ghi bàn thắng chuyên nghiệp đầu tiên, ghi được 1 bàn thắng vào phút cuối trong chiến thắng 2-1 tại giải trước Ponte Preta.
Rodrygo ra mắt cúp Copa Libertadores vào ngày 01 tháng 3 năm 2018, thay cho Eduardo Sasha trong trận thua 2-0 trước Real Garcilaso; 17 tuổi và 50 ngày, anh trở thành cầu thủ trẻ nhất của Santos từng xuất hiện trong giải đấu. 15 ngày sau, anh đã ghi bàn thắng đầu tiên của mình trong giải, ghi bàn thứ 2 sau nỗ lực cá nhân trong chiến thắng 3-1 trước Nacional trên sân Pacaembu; ở tuổi 17, 2 tháng và 6 ngày, anh trở thành cầu thủ Brazil trẻ nhất từng ghi bàn tại giải.
Rodrygo đã ghi bàn thắng đầu tiên tại giải đấu cao nhất của Brazil vào ngày 14 tháng 4 năm 2018, ghi bàn cuối cùng trong chiến thắng 2-0 trên sân nhà trước Ceará. Ngày 3 tháng 6, anh đã lập một hat-trick đồng thời cũng hỗ trợ bàn thắng kiến tạo bàn thắng cuối cùng cho Gabriel trong trận thắng 5-2 trước Vitória.
Ngày 26 tháng 7 năm 2018, Rodrygo đổi số áo của anh từ 43 thành 9 (số anh đã từng mặc tại cúp Libertadores). Mùa giải 2019, anh lại chuyển sang áo số 11, trước đây được mặc bởi cầu thủ trẻ Neymar.

### Real Madrid

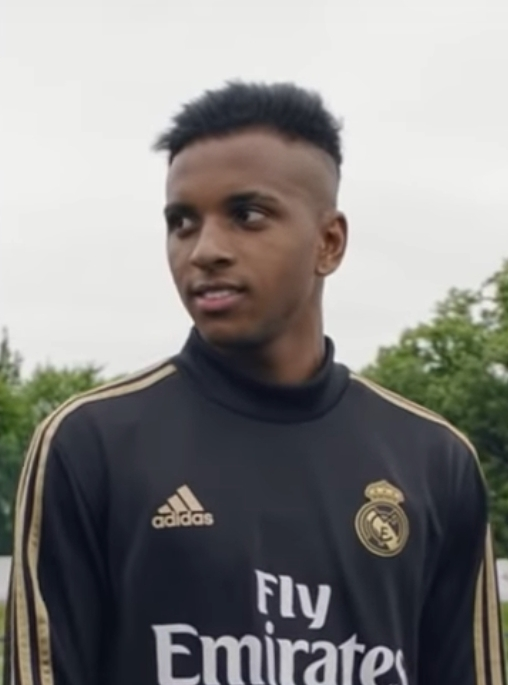
Rodrygo với Real Madrid năm 2019

Ngày 15 tháng 6 năm 2018, Real Madrid đã đạt được thỏa thuận với Santos về việc chuyển nhượng Rodrygo, anh sẽ gia nhập Los Blancos vào tháng 6 năm 2019 theo hợp đồng đến năm 2025. Phí chuyển nhượng được đồn đoán là 45 triệu EUR, Santos sẽ nhận 40 triệu EUR cho 80% quyền sở hữu của CLB, phần còn lại thuộc về chủ sở hữu còn lại của Rodrygo.

## Sự nghiệp quốc tế
Ngày 30 tháng 3 năm 2017, Rodrygo đã được gọi vào đội tuyển U-17 Brazil cho giải đấu Montaigu. Anh đã ra mắt tại giải bằng bàn trong trận thua 2-1 trước U-17 Đan Mạch, và ghi thêm 2 bàn nữa vào lưới U-17 Cameroon và U-17 Mỹ.
Ngày 07 tháng 3 năm 2018, Rodrygo và đồng đội Yuri Alberto ở Santos được triệu tập vào U-20 Brazil, nhưng cả hai đều bị trả về 6 ngày sau khi có yêu cầu từ chủ tịch câu lạc bộ.
Ngày 15 tháng 11 năm 2019, Rodrygo được huấn luyện viên Tite gọi vào đội tuyển bóng đá quốc gia Brasil và được ra sân lần đầu tiên trong sự nghiệp với trận thua đại kình địch Argentina 0-1.

## Cuộc sống cá nhân

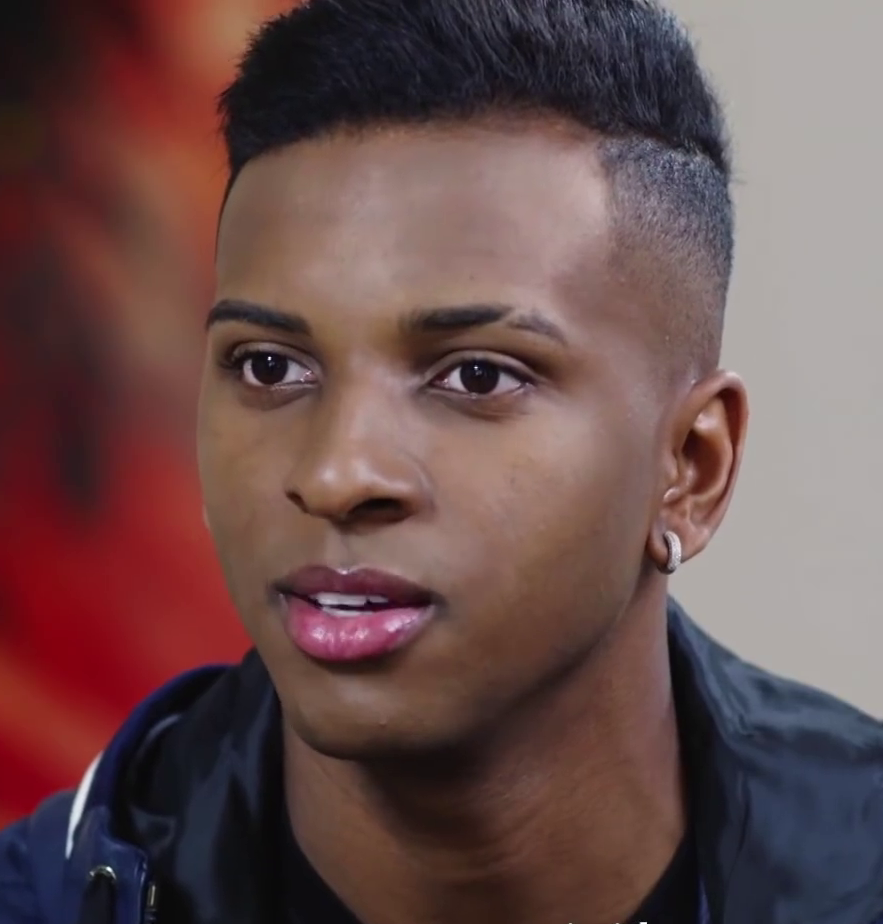
Rodrygo vào năm 2020

Cha của Rodrygo, Eric, là một cựu cầu thủ bóng đá. Ông là một hậu vệ phải chưa bao giờ xuất hiện ở bất kỳ giải đấu nào cao hơn Série B.

## Thống kê sự nghiệp

### Câu lạc bộ
Tính đến ngày 5 tháng 7 năm 2025
| Câu lạc bộ           | Mùa giải            | Giải đấu            | Giải đấu | Giải đấu | Giải đấu cấp bang | Giải đấu cấp bang | Cúp quốc gia | Cúp quốc gia | Châu lục | Châu lục | Khác | Khác | Tổng cộng | Tổng cộng |
| Câu lạc bộ           | Mùa giải            | Hạng đấu            | Trận     | Bàn      | Trận              | Bàn               | Trận         | Bàn          | Trận     | Bàn      | Trận | Bàn  | Trận      | Bàn       |
| -------------------- | ------------------- | ------------------- | -------- | -------- | ----------------- | ----------------- | ------------ | ------------ | -------- | -------- | ---- | ---- | --------- | --------- |
| Santos               | 2017                | Série A             | 2        | 0        | —                 | —                 | —            | —            | —        | —        | —    | —    | 2         | 0         |
| Santos               | 2018                | Série A             | 35       | 8        | 12                | 3                 | 3            | 0            | 8        | 1        | —    | —    | 58        | 12        |
| Santos               | 2019                | Série A             | 4        | 1        | 10                | 1                 | 6            | 3            | 0        | 0        | —    | —    | 20        | 5         |
| Santos               | Tổng cộng           | Tổng cộng           | 41       | 9        | 22                | 4                 | 9            | 3            | 8        | 1        | —    | —    | 80        | 17        |
| Real Madrid Castilla | 2019–20             | Segunda División B  | 3        | 2        | —                 | —                 | —            | —            | —        | —        | —    | —    | 3         | 2         |
| Real Madrid          | 2019–20             | La Liga             | 19       | 2        | —                 | —                 | 1            | 1            | 5        | 4        | 1    | 0    | 26        | 7         |
| Real Madrid          | 2020–21             | La Liga             | 22       | 1        | —                 | —                 | 0            | 0            | 11       | 1        | 0    | 0    | 33        | 2         |
| Real Madrid          | 2021–22             | La Liga             | 33       | 4        | —                 | —                 | 3            | 0            | 11       | 5        | 2    | 0    | 49        | 9         |
| Real Madrid          | 2022–23             | La Liga             | 34       | 9        | —                 | —                 | 6            | 4            | 12       | 5        | 5    | 1    | 57        | 19        |
| Real Madrid          | 2023–24             | La Liga             | 34       | 10       | —                 | —                 | 2            | 1            | 13       | 5        | 2    | 1    | 51        | 17        |
| Real Madrid          | 2024–25             | La Liga             | 30       | 6        | —                 | —                 | 5            | 0            | 12       | 5        | 7    | 3    | 54        | 14        |
| Real Madrid          | Tổng cộng           | Tổng cộng           | 172      | 32       | —                 | —                 | 17           | 6            | 64       | 25       | 17   | 5    | 270       | 68        |
| Tổng cộng sự nghiệp  | Tổng cộng sự nghiệp | Tổng cộng sự nghiệp | 216      | 43       | 22                | 4                 | 26           | 9            | 72       | 26       | 17   | 5    | 353       | 87        |

1. ↑  Bao gồm Campeonato Paulista
2. ↑  Bao gồm Copa do Brasil, Copa del Rey
3. ↑  Số lần ra sân tại Copa Libertadores
4. 1 2 3 4 5 6  Số lần ra sân tại UEFA Champions League
5. 1 2 3  Số lần ra sân tại Supercopa de España
6. ↑  Hai lần ra sân tại Supercopa de España, một lần ra sân tại UEFA Super Cup, hai lần ra sân và một bàn thắng tại FIFA Club World Cup
7. ↑  Hai lần ra sân và hai bàn thắng tại Supercopa de España, một lần ra sân tại UEFA Super Cup, một lần ra sân và một bàn thắng tại FIFA Intercontinental Cup, ba lần ra sân tại FIFA Club World Cup

### Quốc tế
Tính đến 25 tháng 3 năm 2025
| Đội tuyển quốc gia | Năm       | Trận | Bàn |
| ------------------ | --------- | ---- | --- |
| Brasil             |           |      |     |
| 2019               | 2         | 0    |     |
| 2020               | 1         | 0    |     |
| 2022               | 9         | 1    |     |
| 2023               | 8         | 3    |     |
| 2024               | 11        | 3    |     |
| 2025               | 2         | 0    |     |
| Tổng cộng          | Tổng cộng | 33   | 7   |

Bàn thắng và kết quả của Brasil được để trước.
| # | Ngày                | Địa điểm                                            | Số trận | Đối thủ     | Bàn thắng | Kết quả | Giải đấu                      |
| - | ------------------- | --------------------------------------------------- | ------- | ----------- | --------- | ------- | ----------------------------- |
| 1 | 1 tháng 2 năm 2022  | Sân vận động Mineirão, Belo Horizonte, Brasil       | 4       | Paraguay    | 4–0       | 4–0     | Vòng loại FIFA World Cup 2022 |
| 2 | 17 tháng 6 năm 2023 | Sân vận động RCDE, Barcelona, Tây Ban Nha           | 14      | Guinée      | 2–0       | 4–1     | Giao hữu                      |
| 3 | 8 tháng 9 năm 2023  | Sân vận động Mangueirão, Belém, Brasil              | 15      | Bolivia     | 1–0       | 5–1     | Vòng loại FIFA World Cup 2026 |
| 4 | 8 tháng 9 năm 2023  | Sân vận động Mangueirão, Belém, Brasil              | 15      | Bolivia     | 3–0       | 5–1     | Vòng loại FIFA World Cup 2026 |
| 5 | 26 tháng 3 năm 2024 | Sân vận động Santiago Bernabeu, Madrid, Tây Ban Nha | 22      | Tây Ban Nha | 1–2       | 3–3     | Giao hữu                      |
| 6 | 12 tháng 6 năm 2024 | Sân vận động Camping World, Orlando, Hoa Kỳ         | 24      | Hoa Kỳ      | 1–0       | 1–1     | Giao hữu                      |
| 7 | 6 tháng 9 năm 2024  | Sân vận động Couto Pereira, Curitiba, Brasil        | 28      | Ecuador     | 1–0       | 1–0     | Vòng loại FIFA World Cup 2026 |

## Danh hiệu

### Câu lạc bộ
Real Madrid
- La Liga: 2019–20, 2021–22, 2023–24[29]
- Copa del Rey: 2022–23
- Supercopa de España: 2019–20, 2021–22, 2023–24
- UEFA Champions League: 2021–22, 2023–24
- UEFA Super Cup: 2022, 2024
- FIFA Club World Cup: 2022
- FIFA Intercontinental Cup: 2024

### Cá nhân
- Campeonato Paulista Cầu thủ mới xuất sắc nhất: 2018 [30]